# TVBQ
TV Barbacena é uma Web TV com sede Barbacena no Estado de Minas Gerais. Foi fundada por Ricardo Rios no ano de 2006.

## História

### Antecedentes
Há mais de 9 anos, o mundo começava a descobrir a internet e os seus mistérios. Naquela época, em 1997, Ricardo Rios, com 4 anos(na época) imaginava uma forma de criar e transmitir uma televisão via internet.Ele já conhecia inclusive essa forma de transmissão através do antigo site da TV Alterosa(afiliada do SBT em Minas Gerais).
Ricardo no mesmo 1997 já começava a pensar na "TV Computador", que mais tarde se tornaria TV Barbacena.

### O início
Dia 24 de dezembro de 2001, Ricardo já estava montando a atual TV Barbacena.Ele pensava em uma forma de transmissão fácil e barata, que as pessoas poderiam acessar a hora em que quisessem.
Também pensava em uma programação popular, em que todas as classes sociais poderiam assistir e entender tudo o que era exibido.

### A concretização de um sonho
Em 2005, Ricardo viu que o mercado de internet estava em crescimento acelerado e percebeu que já estava na hora de lançar a TV Barbacena.E em 2006, esse sonho foi concretizado

### Inauguração
O primeiro vídeo da emissora foi feito no dia 16 de março de 2006. Foi um vídeo de teste feito pelo próprio Ricardo à tarde. Esse é o primeiro passo da TV Barbacena, que no dia 17 de abril, foi fundada oficialmente.
O primeiro programa exibido pela TV Barbacena no dia da inauguração foi o TVBQ Notícias. O telejornal foi gravado à tarde e exibido à noite no site.

## Prêmios
| Prêmio            | Categoria                   | Resultado |
| ----------------- | --------------------------- | --------- |
| Prêmio iBest 2008 | Melhor site de Minas Gerais | Vencedor  |